# 伊林斯科耶湖
伊林斯科耶湖（俄语：Озеро Ильинское）是国后岛的湖，面积0.23平方公里，岸长2公里。